# Carré géorgien du cimetière de Leuville-sur-Orge
Le carré géorgien du cimetière communal de Leuville-sur-Orge (en géorgien : ლევილის სასაფლაო) a formellement pris naissance en 1956 après un accord entre la municipalité locale et l’Association géorgienne en France, cette dernière ayant fait don de terrains attenant au périmètre existant à l’époque.

## Administration
La gestion du cimetière communal, dont fait partie le carré géorgien, incombe à la municipalité de Leuville-sur-Orge selon le code général des collectivités territoriales ; les concessions funéraires sont perdues lorsqu'elles arrivent à échéance et la recherche des descendants, à des fins de renouvellement, constitue parfois une difficulté pour l'administration. Depuis le 1er janvier 2016 une nouvelle organisation territoriale regroupe 21 communes du département de l'Essonne (celles qui constituaient la communauté du Val d'Orge et celles qui constituaient la communauté de l'Arpajonnais) : elle compte 200 000 habitants environ et un budget de l'ordre de 250 millions d'euros : elle a la particularité de regrouper le cimetière russe de Sainte-Geneviève-des-Bois (où quelques Géorgiens sont inhumés) et le carré géorgien du cimetière de Leuville-sur-Orge.

## Contexte historique
Après l’invasion du territoire de la République démocratique de Géorgie par les armées de la Russie soviétique en mars 1921, une grande partie de la classe politique, une petite partie de la classe militaire et quelques centaines de citoyens s’exilent en France afin de poursuivre le combat de libération. Ils acquièrent une résidence dans la commune de Leuville-sur-Orge, en Seine-et-Oise, nommée familièrement le Château des Géorgiens. Les années passant, les premiers décès survenant, un lieu d’accueil des tombes devient nécessaire : en 1931, la première personnalité géorgienne inhumée est Nino Takhaïchivili, épouse de l’homme de science et vice-président de l'Assemblée constituante, Ekvtimé Takhaïchvili : sa dépouille sera rapatriée en Géorgie en 1987.

## Topographie
Le carré géorgien comporte environ 500 sépultures, présentes pour l’essentiel sur deux allées situées sur la partie droite du cimetière à partir de l'entrée principale : il s'étend sur pratiquement toute la longueur du cimetière, en montant. Certaines tombes géorgiennes, pour les plus anciennes, sont exceptionnellement attenantes aux allées de la partie gauche. Sur l'extrême-droite, en amont d'un autre carré communautaire, une nouvelle allée accueille les sépultures les plus récentes. Un ossuaire et un monument, situés à mi-longueur, rappellent le combat mené. Le columbarium, à l'extrême-droite, en aval, conserve les cendres de quelques-uns des descendants. Un relevé topographique, avec numérotation des tombes (partie basse et partie haute), a été établi et publié sous internet en 2005.

## Sépultures
Les pierres tombales portent des gravures en langue française et en langue géorgienne, généralement les prénoms, noms, années de naissance et de décès des défunts, plus exceptionnellement des mentions relatives à leur vie; Les inscriptions les anciennes sont parfois en partie effacées. Quelques concessions étant arrivées à échéance, les tombes ont disparu. Plusieurs inventaires exhaustifs ont été engagés:
- en 1971, Namétia Gogouadzé (ka) (1891-1988), Niko Oragvélidzé (1889-1969) et Victor Nozadzé (1893-1975) effectuent un premier relevé en langue géorgienne,
- en 2000, le professeur Jean Bret, et les élèves du lycée Jean-Pierre-Timbaud, effectuent un deuxième relevé, en langue française,
- en 2005, Luc Méloua (1936-2010) complète ces études par un troisième relevé et le diffuse sur internet en langue géorgienne et en langue française,
- depuis 2011, Othar Pataridzé[7], ancien président de l'Association géorgienne en France, complète en ligne les inhumations survenues[6].

### Classe politique
Il convient de noter que la Constitution de la République démocratique de Géorgie, relevant d'un régime parlementaire, ne comportait pas de fonction de chef d'État et que cette dernière était partagée par le président de l'assemblée parlementaire et par le chef de gouvernement.

#### Assemblées parlementaires
Reposent au carré géorgien un grand nombre de membres des différentes assemblées parlementaires géorgiennes successives (Conseil national de 1918, Assemblée constituante en 1919 et Parlement en 1921) dont 
- Spiridon Kédia (pl) (1884-1948), cofondateur du Parti national-démocrate géorgien,
- Simon Mdivani (1876-1937), social-fédéraliste, vice-président de l'Assemblée constituante,
- Vlassa Mguéladzé (en) (1868-1943), délégué du Parti social-démocrate au Congrès de Vienne (1912) et opposant aux thèses de Lénine.

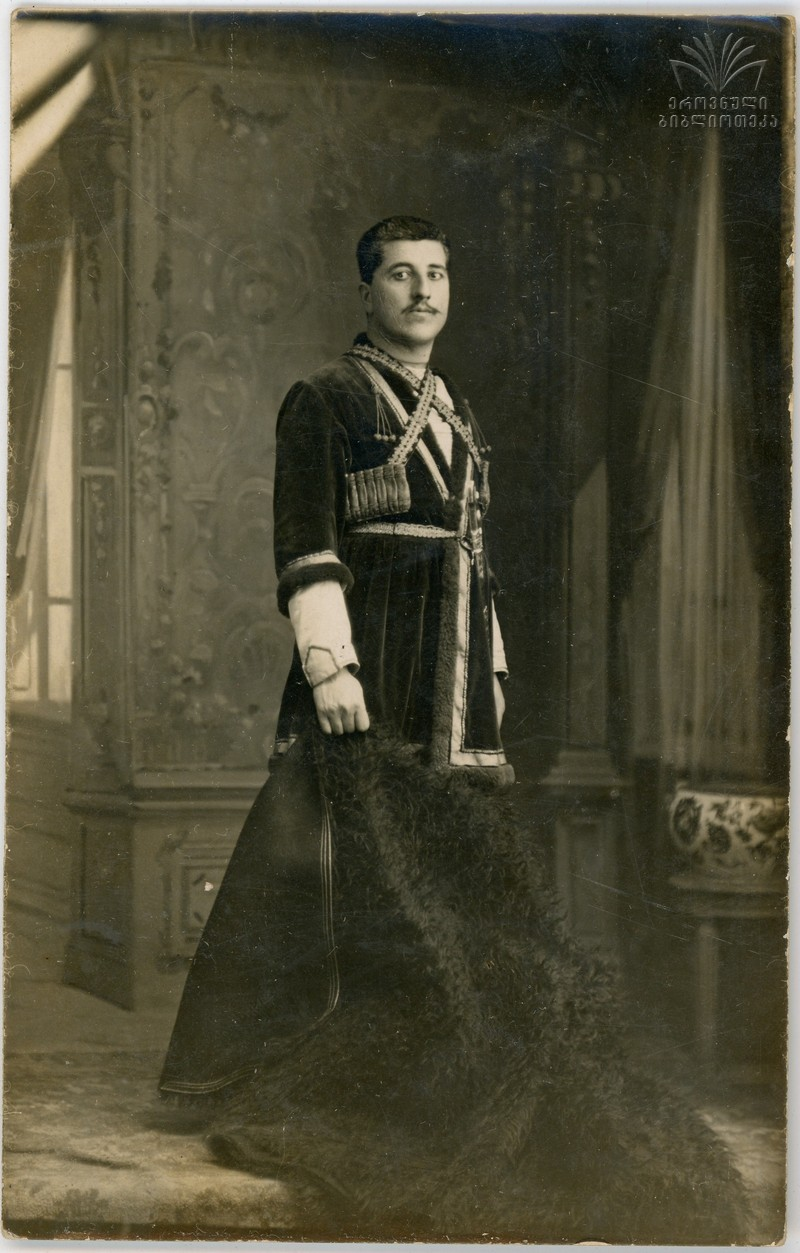
Vlassa Mguéladzé, parlementaire (1918-1921)

- Vlassa Mguéladzé (en), 
parlementaire (1918-1921)

#### Gouvernements
Reposent dans le carré géorgien cinq sociaux-démocrates notables, membres de gouvernements de la République démocratique de Géorgie
- Evguéni Guéguétchkori (1882-1954), antérieurement Haut-Commissaire à la Transcaucasie, nommé par le gouvernement provisoire russe d'Alexandre Kerenski et chargé des territoires arméniens, azerbaïdjanais et géorgiens , président du gouvernement de la Transcaucasie et élu par l'assemblée parlementaire transcaucasienne (novembre 1917- février 1918),
- Noé Jordania (1868-1953), antérieurement cofondateur du Parti ouvrier social-démocrate géorgien et ayant proclamé au nom du Conseil national le retour à l’indépendance de la Géorgie et la République démocratique de Géorgie (26 mai 1918), élu président des 2e et 3e gouvernements géorgiens par le Conseil national et l'Assemblée constituante (juillet 1918 à mars 1921),
- Noé Ramichvili (1881-1930), élu président du 1er gouvernement géorgien par le Conseil national (mai à juillet 1918), assassiné à Paris en 1930,
- Akaki Tchenkéli (1874-1959), antérieurement président du gouvernement de la Transcaucasie et élu par l'assemblée parlementaire transcaucasienne (février 1918 à mai 1918),
- Irakli Tsérétéli (1881-1959), antérieurement ministre du gouvernement provisoire russe d'Alexandre Kerenski à Pétrograd (avril-octobre 1917),

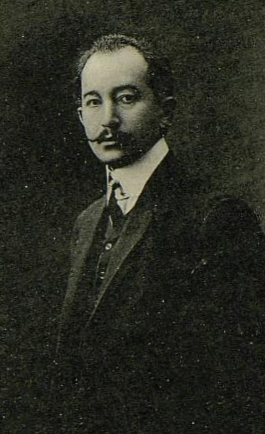
Evguéni Guéguétchkori, Président du 1er gouvernement de la Transcaucasie (1918).
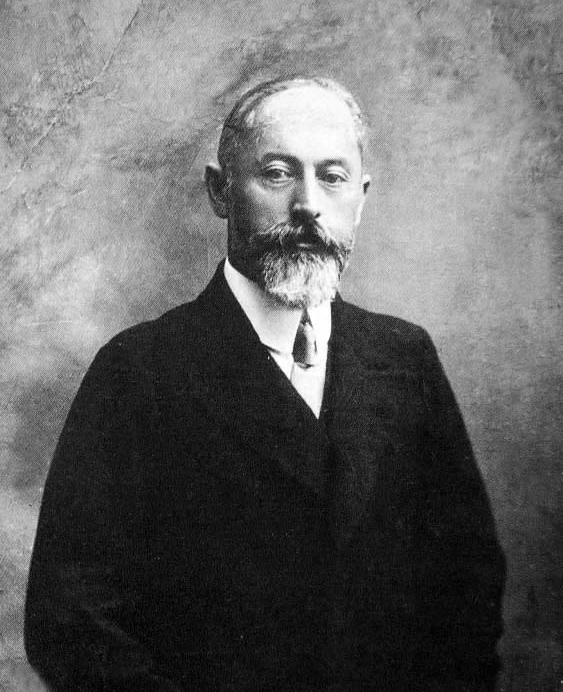
Noé Jordania, Président des 2e et 3e gouvernements de la Géorgie (1918-1921).
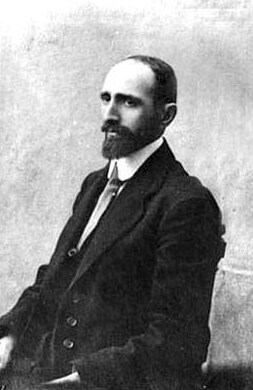
Noé Ramichvili, Président du 1er gouvernement de la Géorgie (1918).
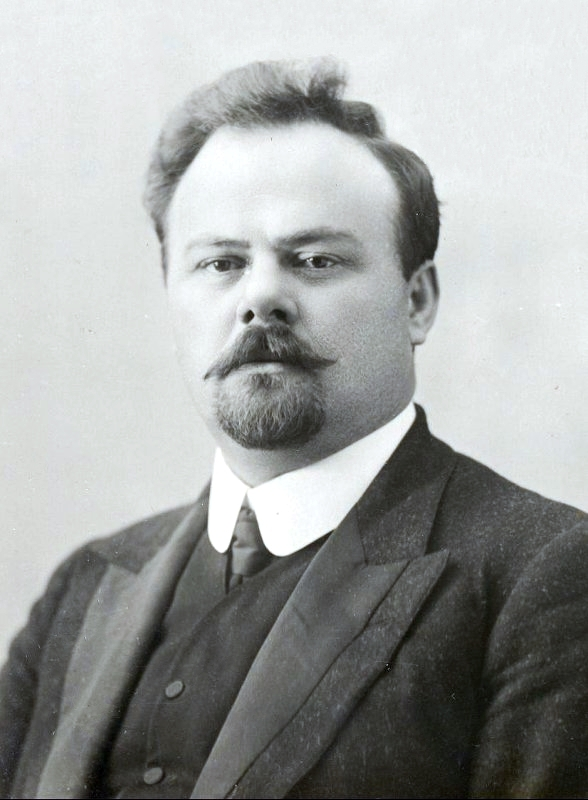
Akaki Tchenkéli, Président du gouvernement de la Transcaucasie.
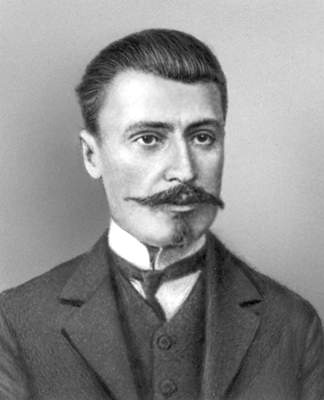
Irakli Tsereteli, Ministre de la Russie (avril à octobre 1917), de la Géorgie (1918-1921).

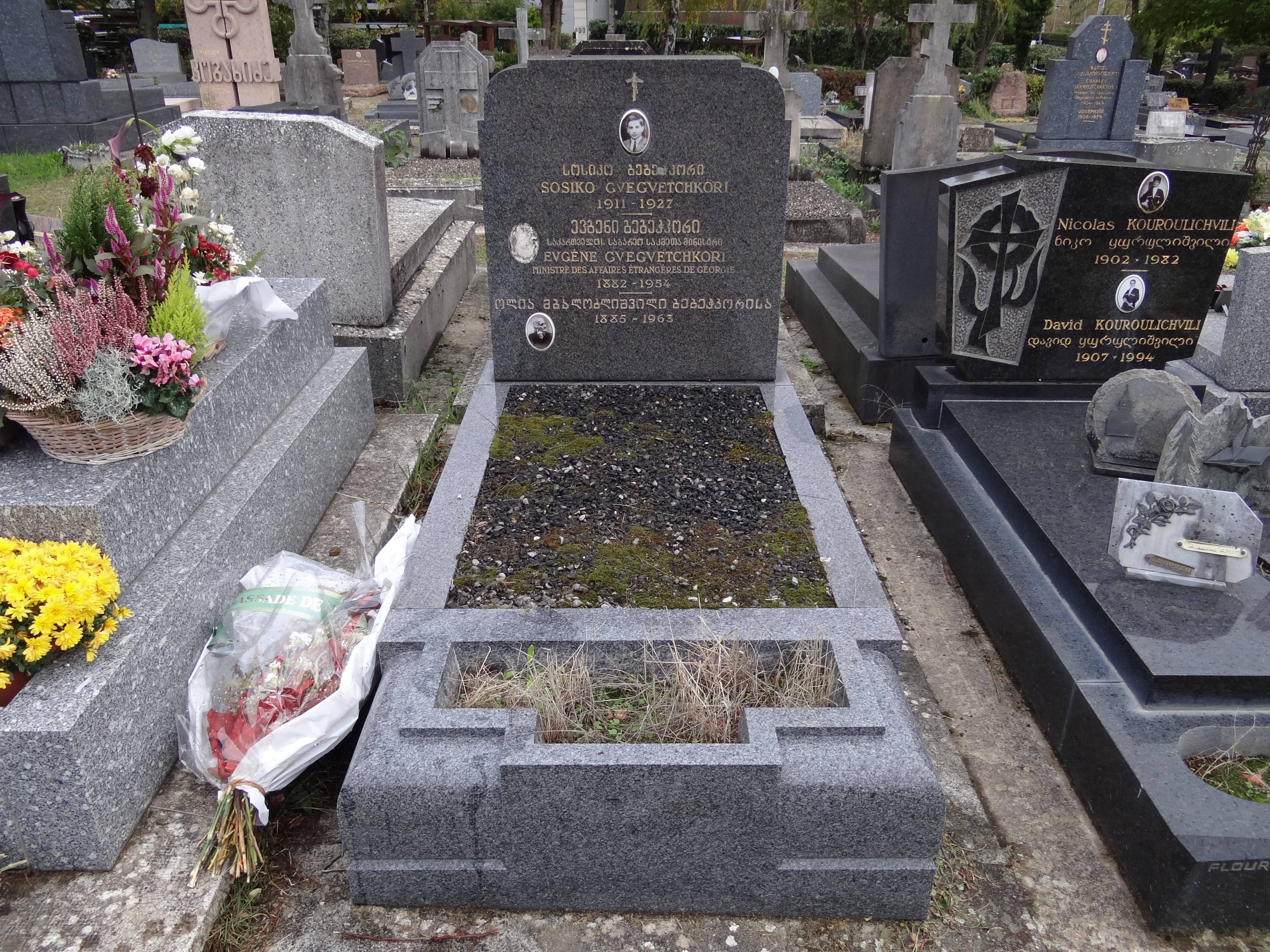
Tombe d'Evguéni Guéguétchkori.
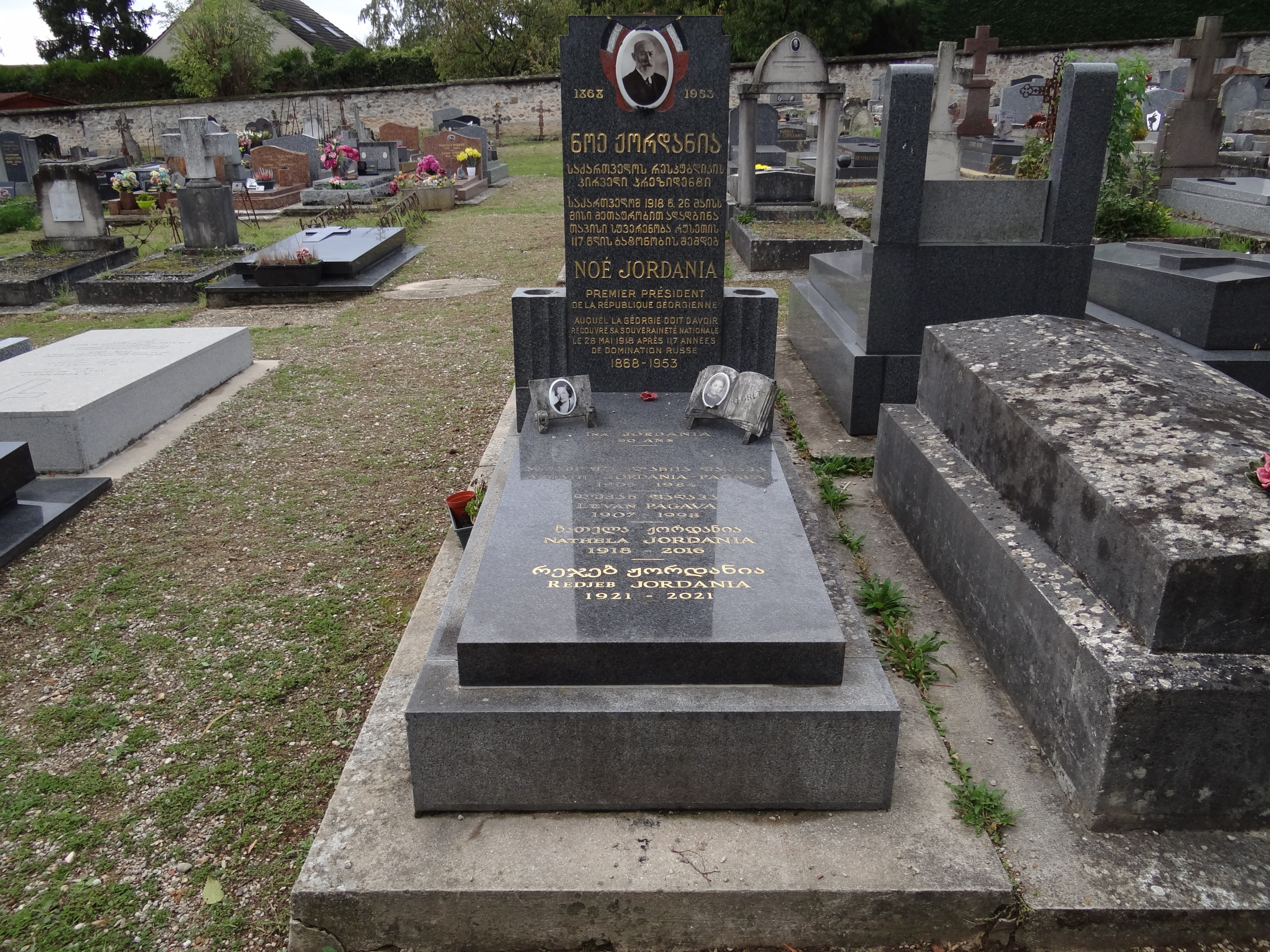
Tombe de Noé Jordania.
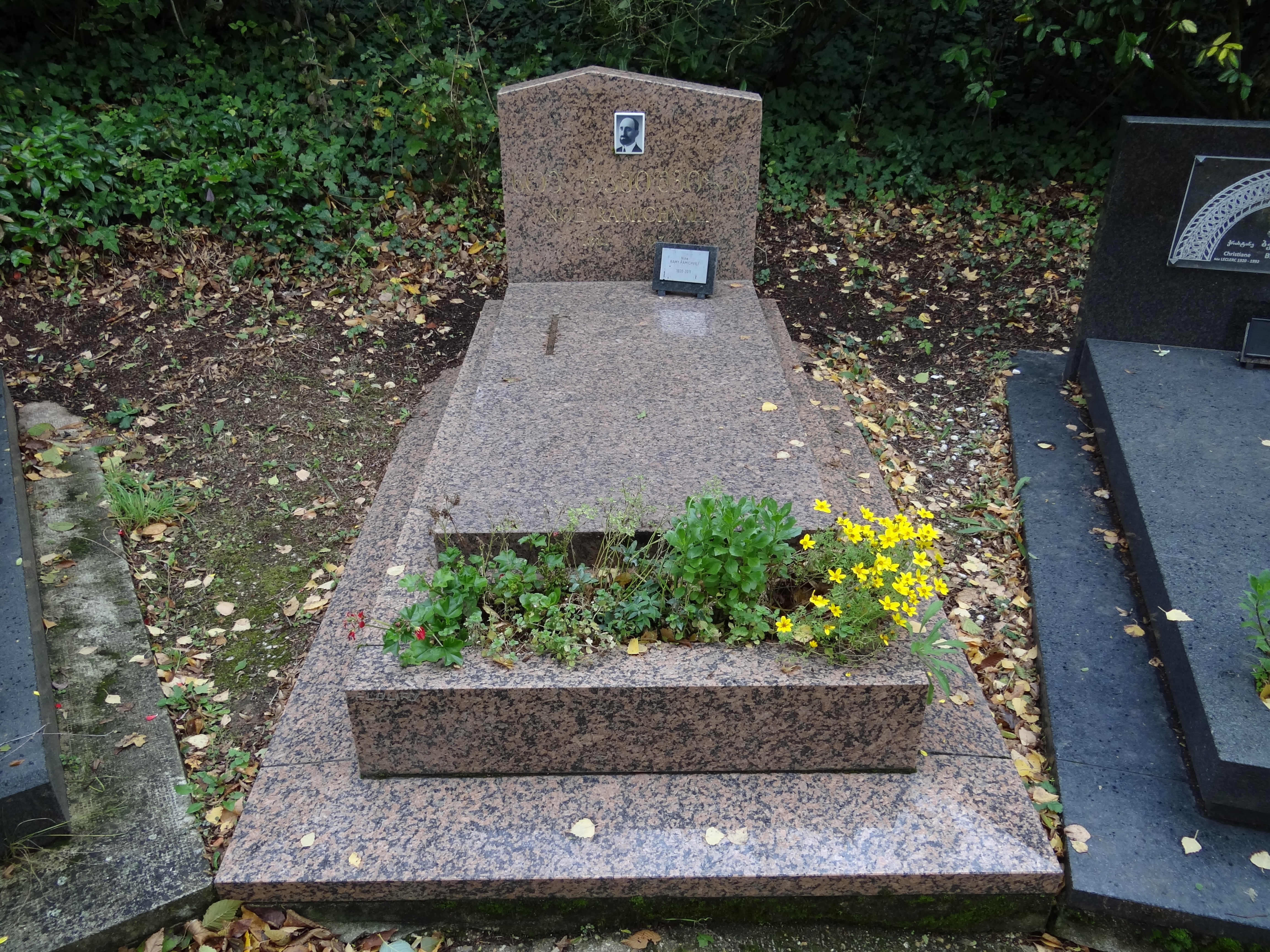
Tombe de Noé Ramichvili.
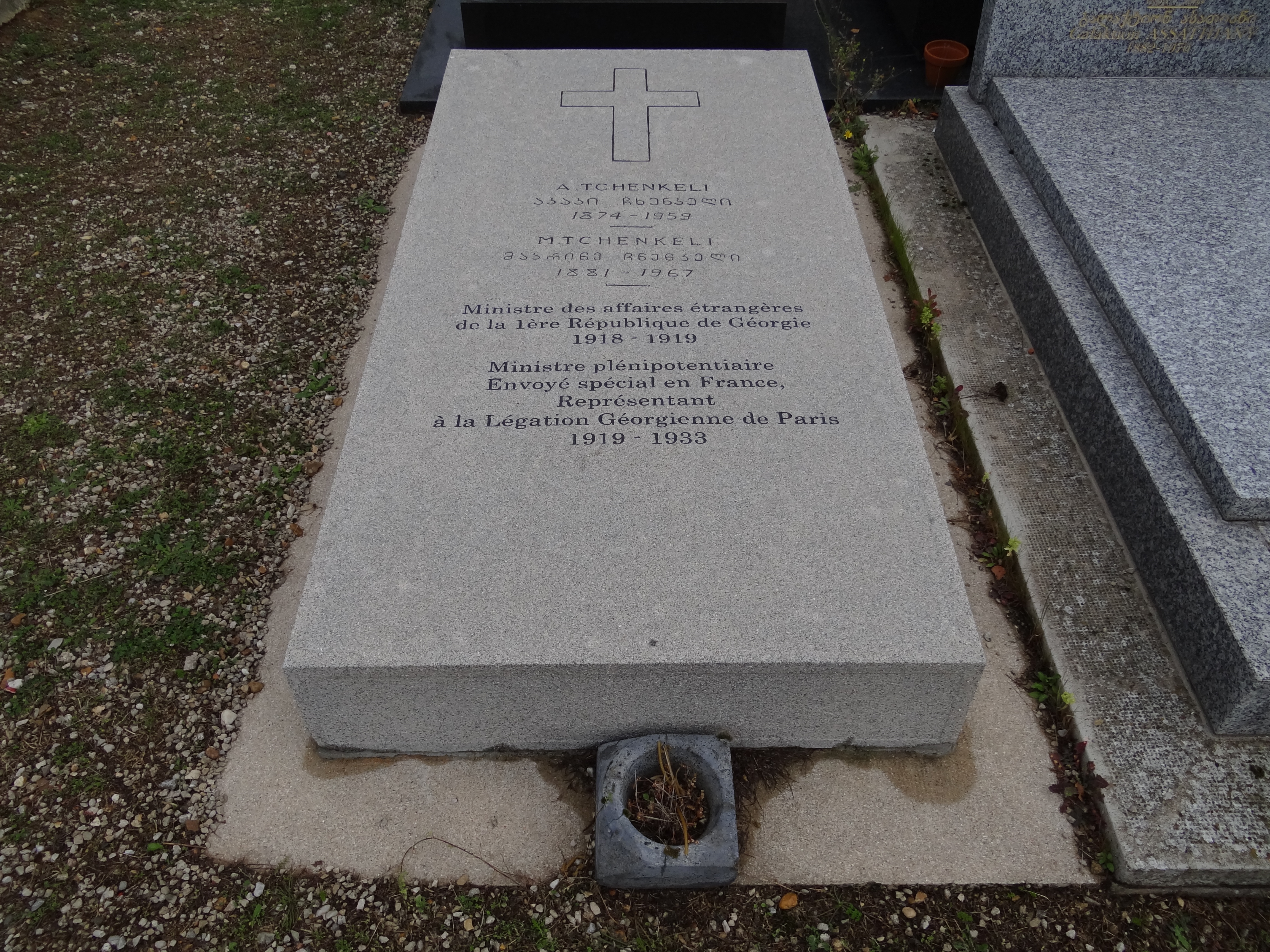
Tombe d'Akaki Tchenkéli.
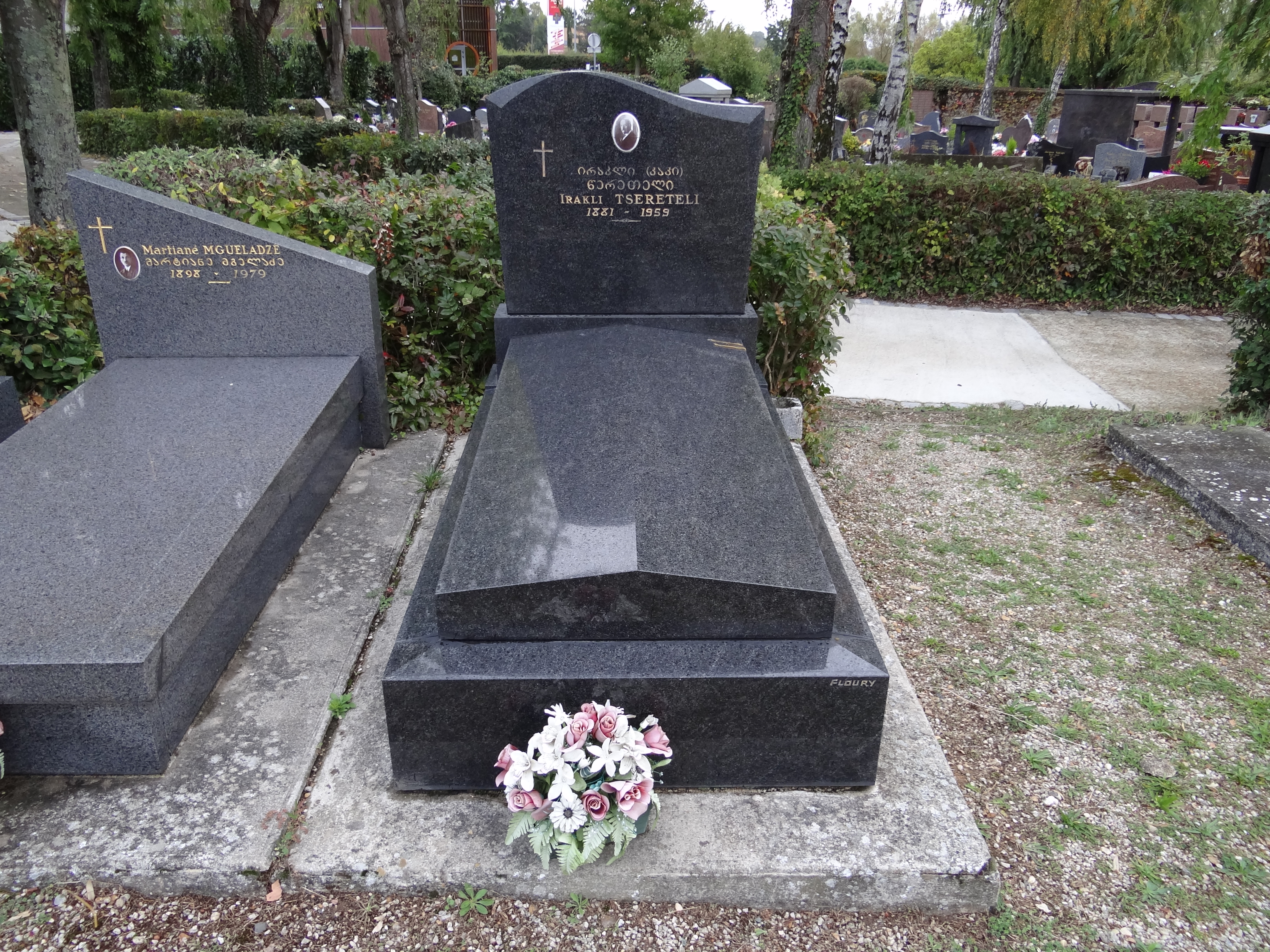
Tombe d'Irakli Tsereteli.

et de nombreux autres ministres de la République démocratique de Géorgie, sociaux-démocrates, sociaux-fédéralistes ou nationaux-démocrates comme Rajden Arsénidzé (1880-1965), Grigol Ouratadzé (1880-1959), ou diplomates de haut-rang comme Sossipatré Assathiany (1876-1971), directeur de la Légation géorgienne en France (1921-1933) et de l’Office des réfugiés géorgiens en France (1933 à 1954), sauveur de 243 familles juives géorgiennes, des Balkans, d’Asie mineure et d’Asie centrale (1942-1943), ou l’un des deux premiers copropriétaires  du domaine géorgien de Leuville-sur-Orge, en 1922, Nicolas Djakéli (1887-1970).

#### Décédés hors de France
Des sépultures de personnalités politiques géorgiennes décédées hors de France y ont également été inhumées, comme Michel Kédia (1902-1952), Grigol Robakidzé (de) (1882-1962) ou Mikheil Tzereteli (1878-1965), proches du mouvement national-démocrate.

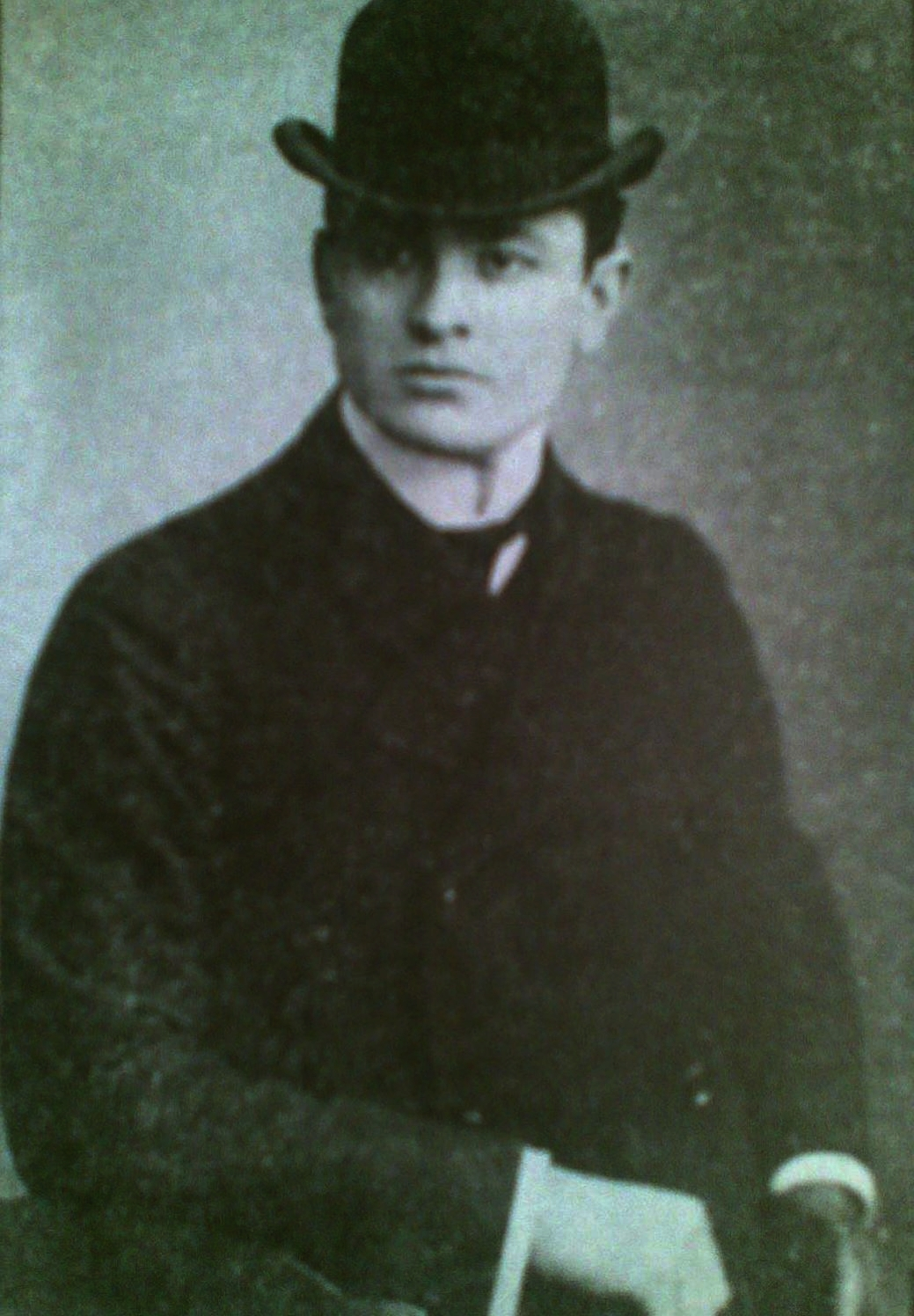
Grigol Robakidzé (de), écrivain en Allemagne
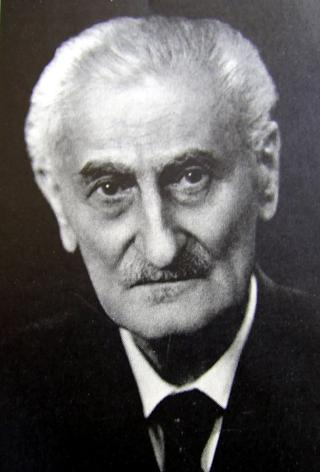
Mikheil Tzereteli, professeur en Allemagne

### Classe militaire
Reposait au carré géorgien un héros militaire géorgien, le colonel Kakoutsa Tcholokhachvili (1888-1930) qui s'était illustré lors de l’insurrection nationale de 1924 : sa dépouille fut rapatriée en Géorgie en 2005. Reposent également quelques-uns de ses compagnons de combat comme Alexandre Badourachvili (1903-1982), Gabeau Berbitachvili (1881-1949), Rapho Eristavi (X-1977), Alexandre Kargaréthéli (1899-1983), Mikhéïl Lachkarachvili (1884-1952), David Revasichvili (1887-1956).

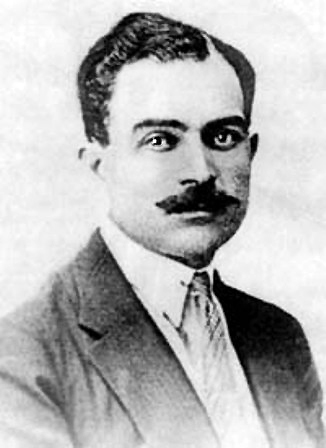
Kakoutsa Tcholokhachvili, héros national (1924).
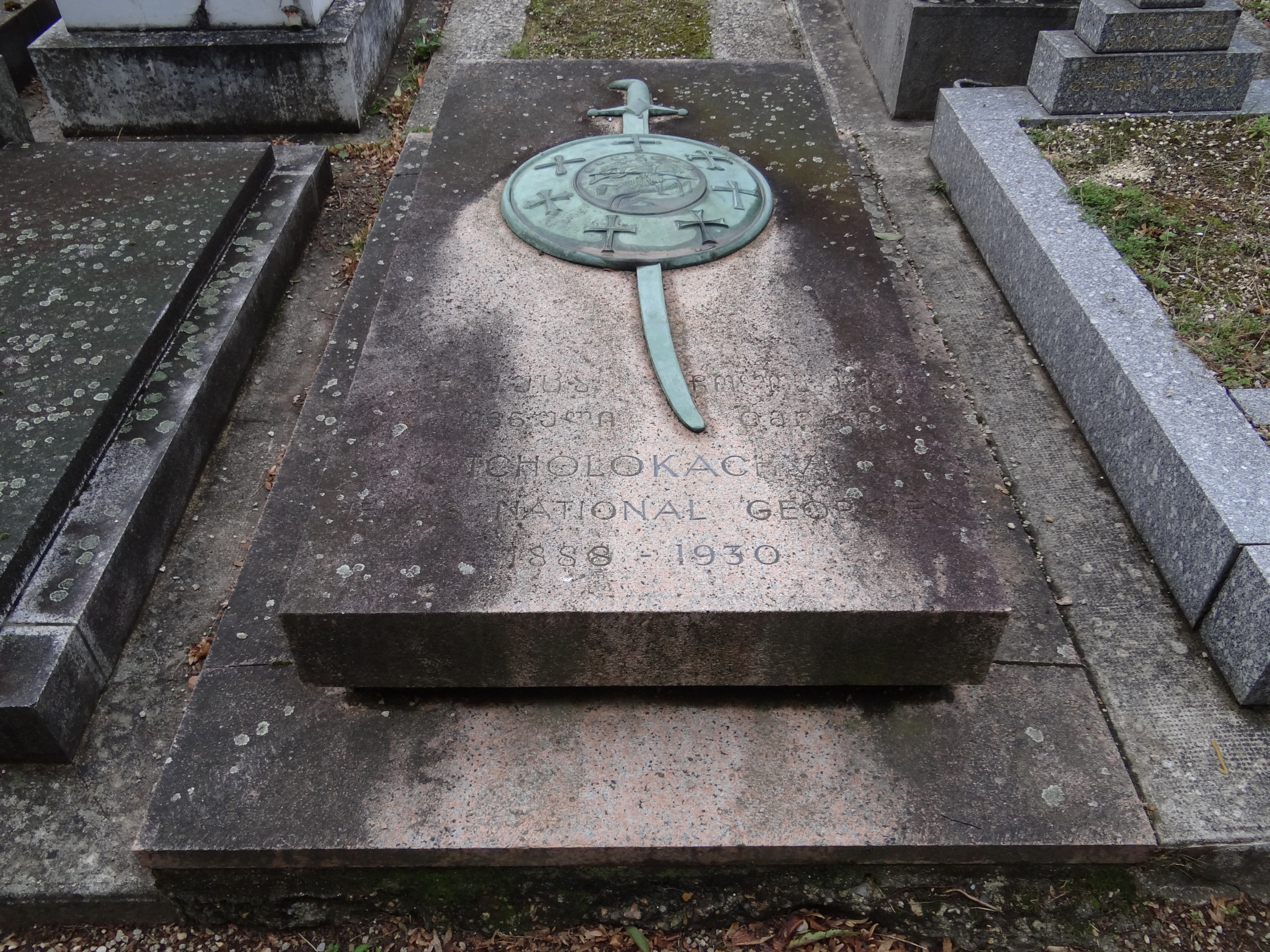
L'ancienne tombe de Kakoutsa Tcholokhachvili.

Reposent au carré géorgien d'autres officiers supérieurs et militaires de l’armée nationale géorgienne, ainsi que certains cadets géorgiens ayant effectué leurs écoles militaires en France et ayant rejoint la Légion étrangère française avant et durant la Seconde Guerre mondiale, les lieutenant-colonels Alexandre Djintcharadzé (1899-1970), Alexandre Kintzourichvili (1900-1976), Georges Odichélidzé (1899-1970), Nicolas Tokadzé (1901-1975), Alexis Tchenkéli (1904-1985), Jean Vatchnadzé (1899-1976).

### Personnalités
Parmi les personnalités inhumées au carré géorgien peuvent être citées, 
- Chota Abachidzé (1915-1995), danseur et maître de ballets géorgiens,
- Georges Akhvlédiani (1933-1998), dit Georges Diani, champion de moto-cross et garde du corps du Général de Gaulle,
- Apollon (1892-1993) et Tatarkhan Antadzé (1902-1997) propriétaires du restaurant géorgien « La Toison d’Or », durant les années 1960 jusqu'aux années 1980, lieu qui fit courir le tout Paris,
- Roland Assathiany (1910-2008), directeur du ministère français des Affaires sanitaires et sociales,
- Georges Charachidzé (1930-2010), universitaire français spécialiste du Caucase et linguiste,
- Vladimer Gogouadzé (ka) (1880-1954), militant et combattant, commandant de trains blindés[21],
- Guy Kédia (1934-2016), journaliste,
- Claude de Kémoularia (1922-2016), banquier et diplomate,
- Georges Lomadzé (1907-2005), insurgé de 1924 et résistant parisien durant la Seconde Guerre mondiale[22],
- Michel Khoundadzé (1898-1983), directeur général des Établissements Citroën, à l'international[23],
- Pierre-Alexis Kobakhidzé (1932-2020), architecte-urbaniste et maître de ballets géorgiens[24],
- Élie Mélia (1915-1988), archiprêtre de la Paroisse orthodoxe géorgienne Sainte-Nino de Paris et acteur œcuménique,
- Luc Méloua (1936-2010), motoriste et journaliste,
- Félix Varlamichvili (1903-1986), peintre[25],
- Ilia Zdanevitch (1894-1975), dit Iliazd, poète, éditeur d'art, découvreur avec son frère du peintre naïf géorgien Niko Pirosmanachvili (1862-1918) et sa femme, née Ibironké Akinsemoyin (1919-1945), princesse yorouba, seule africaine inhumée dans le cimetière.
- Ainsi que les anciens présidents de l’Association géorgienne en France décédés[26], Chalva Abdoucheli (1898-1966)[27], Guiorgui Jourouli (1865-1951)[28], Elissé Pataridze (1896-1975)[29], Charles Skamkotchaichvili (1904-1949)[30], Yosseb Tsintsadzé (1889-1960)[31], Lévan Zourabichvili (1900-1975) et Tariel Zourabichvili (1930-2020)[32].

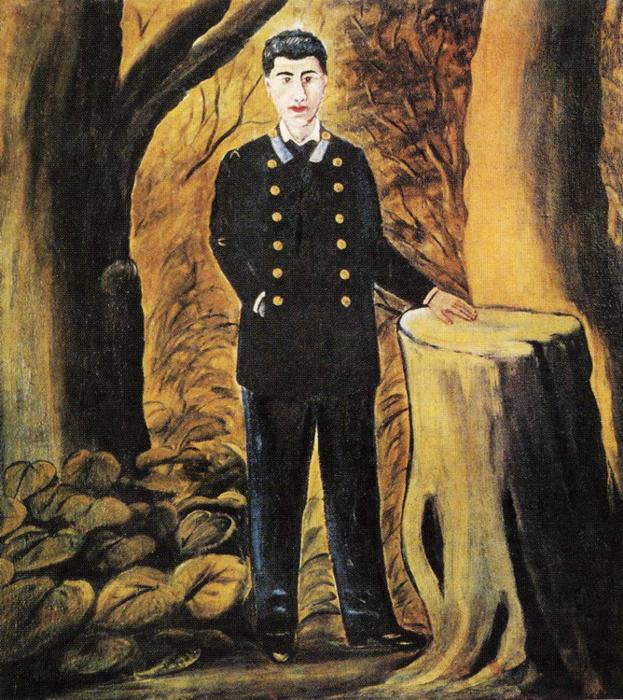
Ilia Zdanevitch, historien d'art

## Religions
Historiquement, la Paroisse orthodoxe géorgienne Sainte-Nino de Paris, rattachée au Patriarcat œcuménique de Constantinople par l’intermédiaire de l’Assemblée des évêques orthodoxes de France et indépendante de l’Eglise orthodoxe de Géorgie, y célèbre des cérémonies religieuses, en particulier début novembre en souvenir des morts et à la date des Pâques orthodoxes. Le rite pratiqué est le rite byzantin, avec messe en langue géorgienne et en langue française, chants funéraires en langue géorgienne. Lors des enterrements, la descente du cercueil s'accompagne généralement d'une poignée de terre de Géorgie. Sans que des services d'autres religions y soient régulièrement célébrés, quelques défunts de confession catholique ou musulmane y sont inhumés, ainsi que des agnostiques ou des athées déclarés. Par ailleurs l'Église orthodoxe de Géorgie, autocéphale, parfois distante du Patriarcat œcuménique de Constantinople, implantée sur le territoire français à la faveur de l'immigration économique géorgienne des années 2000, marque un intérêt particulier au carré géorgien.

## Lieu de mémoire
Le carré géorgien ne rassemble qu'une partie de l'émigration géorgienne des années 1920. Déjà à l’origine, certaines personnalités n’y figuraient pas à la suite de circonstances historiques (comme pour le président des assemblées parlementaires géorgiennes, Nicolas Tcheidze (1864-1926), inhumé au cimetière du Père-Lachaise, les vice-présidents de l’Assemblée constituante, Ekvtimé Takhaïchvili (1863-1953), inhumé au Panthéon de Mtatsminda, et Samson Pirtskhalava (1872-1952), les ministres Noé Khomériki (1883-1924) et Bénia Tchkhikvichvili (1881-1924), le commandant de la Garde nationale Valiko Djoughéli (1887-1924), le cofondateur du Parti national-démocrate géorgien Georges Gvazava (1869-1941) inhumé au cimetière des Batignolles , le lieutenant-colonel de la Légion étrangère française Dimitri Amilakvari (1906-1942)), de contraintes géographiques (comme pour les officiers supérieurs géorgiens engagés dans l’armée de la Pologne en 1923) et de contraintes financières, ou à la suite de désaccord avec les gouvernants géorgiens en exil (comme pour le général Guiorgui Kvinitadzé). Par ailleurs l’enracinement des émigrés géorgiens en provinces françaises ou à l’étranger, a parfois conduit à des lieux de sépulture proches de l’établissement définitif des familles (comme pour Wakhtang Hambashidze, en Écosse). C’est aussi le cas pour les géorgiens de la région de Montbéliard (Doubs), souvent anciens employés des usines Peugeot à Sochaux, enterrés dans la tombe commune des géorgiens au cimetière municipal de Montbéliard, où reposent 23 d’entre eux (2005).
Sa forte valeur symbolique a suscité plusieurs appropriations mémorielles, accélérées après le retour à l’indépendance de la Géorgie en 1991.

### Appropriation diplomatique
Sur le plan diplomatique d'abord, les différentes équipes de l’Ambassade de Géorgie en France (5 équipes différentes en 27 années, parfois complètement renouvelées lors des changements de majorité politique) s’y sont rendus tour à tour, à certaines dates clés comme celle de la fête nationale, honorant d'une gerbe de fleurs une tombe particulière, ou l'ossuaire et le monument : elles ont assuré généralement la communication relative à ces cérémonies en documentant les supports numériques à leur disposition,.

### Appropriation politique
Sur le plan politique, le parcours de visite en France des ministres et des présidents de Géorgie, Edouard Chevardnadze, Mikheil Saakachvili, Guiorgui Margvelachvili et Salomé Zourabichvili — elle-même issue de l'émigration politique géorgienne en France —, comporte systématiquement un déplacement à Leuville-sur-Orge et au carré géorgien ; ils marquent ainsi le respect dû aux 70 années de résistance extérieure à l’occupation du territoire géorgien par le régime soviétique, mais ils tirent aussi profit en termes de popularité auprès d'une opinion publique géorgienne sensible aux symboles du passé. L'orchestration de la campagne de médiatisation passe généralement par des articles préparatoires de la presse écrite, le passage en boucle de reportages télévisés mettant en scène les officiels géorgiens, les représentants des autorités françaises locales et parfois quelques  descendants des émigrés des années 1920, parallèlement à la communication institutionnelle. L’un des aspects les plus inattendus en est le rapatriement — ciblé vers l'opinion publique géorgienne — de sépultures de Leuville-sur-Orge vers la Géorgie comme celle du héros national Kakoutsa Tcholokhachvili : après quelques réticences, notamment de la part d'anciens présidents de l'Association géorgienne en France, il a finalement eu lieu. À contrario certains rapatriements de sépultures vers le carré géorgien sont envisagés, afin de donner plus de poids historique au site de Leuville-sur-Orge et de consolider l'image acquise le 23 septembre 2016 par le transfert de propriété du Château des Géorgiens à l’État géorgien.

### Appropriation religieuse
Les appropriations mémorielles ne se limitent pas à la sphère politique, elles s'étendent à la sphère religieuse. Le Patriarche de l’Église de Géorgie, Élie II, s’y rend en 2009 lors d'un voyage en France organisé pour la consécration d'une nouvelle église  — siège de la Paroisse orthodoxe géorgienne Sainte-Tamar de Villeneuve-Saint-Georges — destinée à accompagner la dizaine de milliers d'immigrés économiques géorgiens présents en région parisienne et en 2012 lors d'un autre voyage en France, à Paris, célébrant sa 35e année de patriarcat : cette nouvelle visite confirme la volonté d'intégration du carré géorgien dans un nouveau périmètre religieux. L’existence de cette paroisse à Villeneuve-Saint-Georges, rattachée à l'Église orthodoxe de Géorgie et située en proximité géographique de Leuville-sur-Orge, a facilité l’organisation sur les lieux de services religieux disjoints de ceux de la Paroisse Sainte-Nino, paroisse historique des réfugiés politiques géorgiens des années 1920.

### Appropriation civile
Enfin en termes civils, les émigrés économiques géorgiens dispersés à travers le monde — ils étaient plus de 1,6 million en 2015 — visitent régulièrement la France, tout comme leurs compatriotes venus de Géorgie : les uns et les autres ne manquent pas de se recueillir au carré géorgien et de procéder à de multiples photographies qui inondent les réseaux sociaux. Lors de la période des Pâques orthodoxes, ils déposent sur les pierres tombales, œufs rouges, bouteilles de vins et parfois nourriture, afin de rendre hommage aux morts selon une tradition ancestrale qui remonterait à l'ère préchrétienne, s'inscrivant ainsi dans une certaine continuité historique.
L’évolution des lieux est liée au facteur temps (une 3e ou une 4 e génération, complètement francisée, représente l'ancienne immigration en 2020), elle dépend aussi du degré d'appropriation manifesté sur les plans diplomatique, politique, religieux et civil par les nouvelles immigrations souvent motivées par la promotion de l'identité nationale géorgienne.

## Accès
L’accès au carré géorgien, partie intégrante d’un cimetière communal, est libre. L'accès au site géographique est possible par les transports en commun (Réseau de bus Cœur d'Essonne) à partir de la Porte d’Orléans à Paris : prendre le  bus M151 (7 jours sur 7), ou  M153 (6 jours sur 7), descendre à Linas – Château d’eau et parcourir à pied 500 mètres en direction du village de Leuville-sur-Orge.